# NGC 1537
NGC 1537 is een elliptisch sterrenstelsel in het sterrenbeeld Eridanus. Het hemelobject werd op 18 november 1835 ontdekt door de Britse astronoom John Herschel.

## Synoniemen
- PGC 14695
- ESO 420-12
- MCG -5-11-5
- AM 0411-314